# نیکلاس سیکات
نیکلاس سیکات (انگلیسی: Nicolas Cicut؛ زادهٔ ۲۸ سپتامبر ۱۹۸۳) بازیکن فوتبال اهل فرانسه است.
از باشگاه‌هایی که در آن بازی کرده‌است می‌توان به باشگاه فوتبال المپیک مارسی اشاره کرد.